# Хьюз, Ричард (писатель)
Ричард Артур Уоррен Хьюз (англ. Richard Arthur Warren Hughes; 19 апреля 1900, Уэйбридж, Суррей — 28 апреля 1976, Харлех, Гуинет, Уэльс) — британский писатель и драматург, «отец» европейского радиоспектакля.

## Биография
Начальное образование получил в привилегированной школе Чартерхауз. С началом Первой мировой войны уходит добровольцем в армию; за годы войны объездил почти всю Европу, побывал в Северной и Центральной Америке, на Ближнем Востоке. Высшее образование получил в Оксфордском университете, где подружился с такими личностями, как Олдос Хаксли, Роберт Грейвз, Т. Э. Лоуренс. В послевоенное время работает журналистом, затем пишет прозу, стихотворения и пьесы — в том числе и для радио. На его текст был поставлен первый в Европе радиоспектакль, вышедший в 1924 году в вещании BBC.
В 1936 году Ричард Хьюз становится вице-президентом Уэльского Национального театра. В годы Второй мировой войны служит в британском Адмиралтействе.
В 1946 году Ричард Хьюз награждается Орденом Британской империи (Офицер, англ. OBE). Хьюз являлся членом Королевского литературного общества, почётным членом Американской академии искусства и литературы и Национального института искусств и литературы США.

## Творчество
Первые произведения Ричарда Хьюза были драматическими, в них чувствуется влияние творчества Бернарда Шоу. Также в период между двумя мировыми войнами писатель выпускает по две книги стихотворений и рассказов.
Настоящая известность приходит к Ричарду Хьюзу после издания в 1929 году его первого романа «Ураган над Ямайкой» (A High Wind in Jamaica; в первом издании вышел под названием The Innocent Voyage — «Невинное путешествие»; в 1965 году экранизирован). Роман построен на авантюрном сюжете, однако весь пронизан глубокими философскими вопросами — о природе добра и зла, о преходящести многих привычных и кажущихся устойчивыми представлений. Книга включена издательством Modern Library в список 100 лучших англоязычных романов XX века; считается, что она оказала влияние на «Повелителя мух» У. Голдинга.
Следующий роман — «В опасности» — вышел в свет в 1938 году. Он увлекательно повествует о тяжелой и в то же время интересной жизни моряков.
После более чем 20-летнего перерыва писатель вновь берётся за перо, планируя выпустить историческую тетралогию «Удел человеческий», посвящённую событиям первой половины XX века в Европе. Так, в 1961 году выходит первый роман из этой серии — «Лисица на чердаке». В 1973 году ему следует второй том — «Деревянная пастушка». Смерть помешала писателю закончить свой творческий замысел.